# Calpidium ponderosum
Calpidium ponderosum är en mossdjursart som först beskrevs av Goldstein 1880.  Calpidium ponderosum ingår i släktet Calpidium och familjen Catenicellidae. Inga underarter finns listade i Catalogue of Life.